# جينادي أفاناسيف
جينادي أفاناسيف (بالروسية: Афанасьев, Геннадий Яковлевич)‏ (1943 - 10 مارس 2003) هو مدرب كرة قدم ولاعب كرة قدم روسي في مركز الوسط. لعب مع FC Irtysh Omsk ‏.